# Tycho Seitz
Tycho Seitz (* 9. September 1933 in Heilbronn; † 21. Dezember 2001) war ein deutscher Wirtschaftswissenschaftler.

## Leben
Nach der Promotion 1964 zum Dr. rer. pol. in Saarbrücken und der Habilitation 1971 an der Universität Tübingen wurde er 1972 an der Ruhr-Universität Bochum Professor für Volkswirtschaftstheorie.

## Schriften (Auswahl)
- Preisführerschaft im Oligopol. Köln 1965, OCLC 715645190.
- Zur ökonomischen Theorie der Werbung. Tübingen 1971, ISBN 3-16-333191-2.